# Il matrimonio è un affare di famiglia
Il matrimonio è un affare di famiglia (Clubland) è un film del 2007 diretto da Cherie Nowlan.

## Trama
Tim ha venti anni e una famiglia particolare: vive con la madre Jean, che si divide fra il lavoro in una mensa e quello di comica, e il fratello Mark, disabile mentale, mentre il padre John se n'è andato da tempo per cercare di riconquistare la celebrità sfiorata durante gli anni '70.
Il rapporto fra Tim e la madre, molto stretto e complesso, è destinato a cambiare dal giorno in cui Tim incontra Jill e se ne innamora. Tuttavia Jean non ha intenzione di lasciare che Jill entri a far parte della vita del figlio, modificando i delicati equilibri della sua famiglia. 